# La Saison des feux
La Saison des feux (en anglais Little Fires Everywhere) est un roman de l'autrice américaine Celeste Ng, originellement paru en 2017. Il s'agit de son deuxième roman.
L'action se déroule principalement à Shaker Heights dans l'Ohio, où Ng a grandi. Le roman parle de deux familles vivant dans les années 1990 à Shaker Heights dont les histoires se mêlent.
Pendant trois semaines, en avril 2020, La Saison des feux a été n° 1 sur la liste des best-sellers de fiction du New York Times.  Cela correspond à la sortie de l'adaptation télévisée du livre.

## Résumé
En 1998, la maison de la famille Richardson prend feu. Un incendie volontaire est suspecté, car il y a plusieurs petits foyers.
L'année précédente, en 1997, Elena Richardson loue une maison qu'elle possède à Mia Warren, une artiste, et sa fille adolescente, Pearl. Le fils cadet d'Elena, Moody, qui a l'âge de Pearl, se lie d'amitié avec elle et nourrit des sentiments amoureux. Pearl rencontre son frère Trip et ses sœurs Lexie et Izzy. Étant habituée à un mode de vie nomade dans lequel sa mère peine à joindre les deux bouts, Pearl est charmée par les Richardson et leur maison stable. Elle passe beaucoup de temps chez eux. Elle développe alors un béguin pour Trip, et idolâtre Lexie.
Mia travaille à temps partiel dans un restaurant chinois et vend des photographies via un revendeur à New York. Elle s'inquiète de la fascination que Pearl a pour les Richardson. Quand Elena lui propose avec condescendance un travail de femme de ménage dans sa maison, elle accepte uniquement pour pouvoir garder un œil sur Pearl. Mia rencontre alors Izzy, le mouton noir de la famille, et les deux deviennent proches.
Les Richardson sont invités à la fête d'anniversaire de Mirabelle McCullough, la fille adoptive d'une amie d'Elena. Mia se rend compte que l'enfant est May Ling Chow, la fille d'une collègue de Mia au restaurant. Celle-ci avait abandonné son bébé au milieu d'un épisode post-partum et de difficultés économiques. Bebe Chow cherche son enfant depuis plus d'un an. Mia informe Bebe de sa découverte, mais les McCullough refusent de la laisser voir l'enfant. Bebe est au désespoir, car elle n'a pas assez d'argent pour obtenir une aide légale. Mia lui conseille d'impliquer les médias, et le scandale provoqué lui permet d'obtenir l'aide d'un avocat pro bono.
Elena découvre que c'est Mia qui a informé Bebe du lieu où se trouvait son enfant. En colère pour son amie, elle décide d'enquêter sur le passé de Mia. Elle retrouve ses parents et apprend que Pearl a été conçue par Mia pour un riche couple de new-yorkais qui ne pouvait pas avoir d'enfants. À la suite de la mort de son frère, dont elle était proche, Mia n'avait pas pu se séparer de son enfant. Elle avait dit au couple qu'elle avait fait une fausse couche et s'était enfuie avec Pearl. Les parents de Mia n'avaient plus eu de nouvelles d'elle depuis.
Lexie tombe enceinte et demande à Pearl de l'accompagner pour son avortement. Par peur d'être découverte, Lexie utilise le nom de Pearl à la clinique. Pearl et Trip commencent à avoir des relations sexuelles, qu'ils gardent secrètes. Quand Mody découvre ce qui se passe, lui et Pearl ne s'adressent plus la parole. Elena soupçonne que Bebe a eu un avortement et, en investiguant, elle découvre le nom de Pearl dans les registres de la clinique. Elle confronte Moody, croyant qu'il est le père, mais il lui dit qu'elle accuse le mauvais fils.
Bebe Chow perd sa bataille juridique et Mia la réconforte. Elena dit à Mia qu'elle sait à propos de Pearl et qu'elles doivent déménager. Pearl ne veut pas partir, mais Mia explique l'histoire de sa conception et elle finit par accepter. Izzy se rend compte que Moody, Lexie et Trip ont tous utilisé Pearl à leur manière et se met en colère contre eux. A un moment où ils sont tous sortis de la maison, elle allume de petits feux sur les lits de tout le monde, sans se rendre compte que sa mère est toujours dans la maison. Elena échappe au feu indemne. Après l'incendie, les Richardson se rendent à la maison où résidaient les Warren, et ils découvrent que Mia a laissé une photographie pour chacun d'entre eux.
Bebe Chow, inspirée par ce que Mia lui a dit, s'introduit dans la maison des McCulloughs, y récupère sa fille, et part avec elle pour Canton. Les McCullough dépensent en vain des milliers de dollars à leur recherche. Finalement, ils obtiennent l'autorisation d'adopter un bébé de Chine. Mia et Pearl s'en vont, prévoyant de reprendre contact avec la famille de Mia et le père de Pearl. Izzy s'enfuit pour Pittsburgh avec le nom des parents de Mia, se promettant que si elle est rattrapée et renvoyée chez ses parents, elle continuera de s'enfuir jusqu'à ce qu'elle ne soit plus jamais obligée de revenir. Elena se rend compte que sa plus grande peur, perdre Izzy, est devenue réalité et promet de passer le reste de sa vie à la recherche de sa fille.

## Personnages principaux
Famille Richardson
- Elena Richardson, une résidente de troisième génération de Shaker Heights ; elle écrit pour le journal local
- Bill Richardson, un éminent avocat
- Lexie Richardson, l'aînée des enfants Richardson
- Trip Richardson, le deuxième enfant Richardson ; un sportif
- Moody Richardson, le troisième enfant Richardson, celui qui présente Pearl à sa famille et développe un béguin pour elle
- Izzy Richardson, le mouton noir de la famille ; elle rejette le style de vie des Richardson

The Warrens
- Mia Warren, une photographe ; elle a vécu un style de vie nomade pendant toute la vie de Pearl et refuse de lui dire qui est son père
- Pearl Warren, la fille de Mia ; elle a le même âge que Moody Richardson

Bebe Chow
- La collègue de Mia ; elle veut récupérer son bébé abandonné des McCullough

Linda McCullough
- Une amie d'enfance d'Elena ; elle a adopté May Ling Chow/Mirabelle McCullough

## Accueil
Le livre a été élu vainqueur des Goodreads Choice Awards pour la fiction en 2017.

## Adaptation télévisée
Une adaptation du roman sous forme de mini-série télévisée a été produite par Reese Witherspoon et Kerry Washington pour Hulu. Elle comporte 8 épisodes. Witherspoon et Washington jouent également les personnages principaux.